# Guerra tra Venezia e Bisanzio (1306-1310)
La guerra tra Venezia e Bisanzio fu un conflitto armato combattuto tra il 1306 e il 1310 tra la Repubblica di Venezia e l'Impero bizantino.

## Preludio
Al termine della guerra tra Genova, Bisanzio e Venezia conclusasi nel 1302, l'imperatore bizantino Andronico II Paleologo aveva accettato di restaurare i privilegi veneziani all'interno dell'impero.
Il trattato di pace avrebbe dovuto avere durata decennale, tuttavia già nel 1305 il bailo veneziano Roberto Ziani aveva abbandonato Costantinopoli su ordine del governo (giacché "lo Stato e la Signoria non dovesse andare ad abitare in detta città"). Inoltre nel dicembre 1306 il doge Pietro Gradenigo stipulava un trattato con Carlo di Valois imperatore titolare di Costantinopoli in funzione di una crociata anti-bizantina benedetta da papa Clemente V. I termini dell'accordo prevedevano che i Veneziani avrebbero armato una flotta con la quale trasportare i crociati francesi, in una sorta di riedizione della Quarta crociata del 1204. La spedizione avrebbe dovuto prendere il mare da Brindisi nel Marzo dell'anno successivo.

## Corso della guerra
L'improvvisa morte dell'Imperatrice Caterina I di Courtenay, moglie di Carlo di Valois ed effettiva pretendente al trono di Bisanzio, assieme a difficoltà organizzative, privò sin da subito Venezia di qualunque supporto da parte del Regno di Francia. D'altra parte lo stesso Impero Bizantino risultava più impegnato a difendersi dalle scorrerie mercenarie della Compagnia Catalana e nella guerra contro i Bulgari.
La guerra con l'impero si trascinò quindi priva di episodi salienti, se si escludono l'occupazione di Scarpantos da parte di Andrea Corner e il saccheggio di Lemno nel 1307 da parte di Giacomo Minotto, con la razzia delle reliquie di Sant'Alessandro, traslate nella chiesa di Santa Caterina a Venezia. Alcuni riportano, tuttavia, di un poco plausibile attacco veneziano sulla stessa Costantinopoli, non menzionato tuttavia dalle fonti bizantine .
Lo scoppio poi della Guerra di Ferrara (1308-1309), che contrapponeva Venezia allo stesso Papato e che comportava la scomunica del Doge e della stessa città, pose la parola fine a qualunque velleità di Crociata in Oriente.
Nel 1310 la pace tra Venezia e Bisanzio pose fine al conflitto, riconoscendo l'occupazione veneziana delle isole greche.